# Elección al Senado de los Estados Unidos en Maine de 2020
Las elecciones al Senado de los Estados Unidos de 2020 en Maine se llevaron a cabo el 3 de noviembre de 2020 para elegir a un miembro del Senado de los Estados Unidos en representación del Estado de Maine, al mismo tiempo que las elecciones presidenciales de los Estados Unidos de 2020, así como otras elecciones al Senado de los Estados Unidos, elecciones a la Cámara de Representantes de Estados Unidos y diversas elecciones estatales y locales. Esta fue la primera elección de Maine para su escaño de Clase 2 que empleó un sistema de votación de selección múltiple por orden de preferencia.
La senadora republicana Susan Collins fue desafiada por la candidata demócrata Sara Gideon, la presidenta de la Cámara de Representantes de Maine, así como por los candidatos independientes Lisa Savage y Max Linn. Collins fue considerada una de las senadoras republicanas más vulnerables debido a su disminución en las encuestas y al daño percibido a su reputación, pero fue reelegida por un margen inesperadamente grande del 8.6%, con el 51% de los votos contra el 42.4% de Gideon (sigue siendo la elección más cercana para este escaño del Senado desde 1996). Maine fue el único estado que eligió a un senador de un partido diferente al ganador de su contienda presidencial en las elecciones del 3 de noviembre, y Collins superó al presidente Donald Trump, quien perdió el estado ante el nominado demócrata Joe Biden en un 9.1%. Gideon retrocedió frente a lo obtenido por Biden en un 10,6%, el segundo peor rendimiento de un candidato demócrata al Senado en el país. Ejemplos de esta discrepancia incluyen Wells, una ciudad costera en la esquina suroeste liberal del estado, donde Biden ganó por 14% y Collins por 6%.
Durante su presidencia, la postura de Collins sobre Trump vaciló, ya que él no compartía su política moderada, pero contaba con una base sólida en el extenso y rural segundo distrito congresional de Maine. Collins votó a favor del proyecto de ley de impuestos de 2017, pero en contra de la derogación de la ACA y en contra del juicio político de Trump. Votó a favor de confirmar a los nominados de Trump, Brett Kavanaugh y Neil Gorsuch, a la Corte Suprema, pero en contra de la confirmación de Amy Coney Barrett pocos días antes de las elecciones de 2020, citando desacuerdo con el proceso.

## Antecedentes
La senadora republicana Susan Collins, considerada la senadora republicana más liberal de Estados Unidos, se postula para un quinto mandato. Collins ha ganado cada elección para este escaño por un margen de victoria mayor que el anterior. Los observadores no anticipan que esa tendencia continúe en esta elección.
Collins fue criticada por su decisión de votar para confirmar a Brett Kavanaugh en la Corte Suprema de los Estados Unidos a pesar de sus posturas contra el aborto (Collins se describe a sí misma como pro-elección) y las acusaciones de conducta sexual inapropiada y abuso en su contra. También enfrentó críticas por su postura sobre el juicio político al presidente Donald Trump. Collins votó a favor de permitir el testimonio de testigos en el juicio del Senado, y fue la primera republicana en hacerlo, pero no se permitió el testimonio de testigos, y votó para absolver a Trump de los cargos de abuso de poder y obstrucción del Congreso. Dijo que votó a favor de la absolución porque "el impeachment de un presidente debe reservarse para una conducta que represente una amenaza de gravedad tal para nuestras instituciones gubernamentales que justifique el paso extremo de destitución inmediata del cargo". Inicialmente afirmó que Trump "aprendió una lección bastante grande" del juicio político, pero luego dijo que no había aprendido de ella después de todo. Durante la pandemia de COVID-19, Collins recibió una reacción violenta por argumentar en contra de $ 870 millones en fondos pandémicos en el proyecto de ley de estímulo que vino en respuesta a la Gran Recesión También ha sido criticada por postularse para el tercer, cuarto y quinto mandato del Senado a pesar de haber prometido servir no más de dos mandatos durante su campaña de 1996 . Desde enero de 2020, Morning Consult ha clasificado a Collins como la senadora estadounidense menos popular.

## Elección general

### Predicciones
| Fuente                | Clasificación              | As of                  |
| --------------------- | -------------------------- | ---------------------- |
| Cook Political Report | Competitivo                | 29 de octubre de 2020  |
| Inside Elections      | Inclinándose (volteado)    | 28 de octubre de 2020  |
| Sabato's Crystal Ball | Pequeña ventaja (volteado) | 2 de noviembre de 2020 |
| 270toWin              | Competitivo                | 2 de noviembre de 2020 |
| Político              | Competitivo                | 2 de noviembre de 2020 |

### Encuestas
Resumen gráfico 

### Resultados
| Elecciones al Senado de los Estados Unidos de 2020 en Maine | Elecciones al Senado de los Estados Unidos de 2020 en Maine | Elecciones al Senado de los Estados Unidos de 2020 en Maine | Elecciones al Senado de los Estados Unidos de 2020 en Maine | Elecciones al Senado de los Estados Unidos de 2020 en Maine | Elecciones al Senado de los Estados Unidos de 2020 en Maine |
| Partido                                                     | Partido                                                     | Candidato/a                                                 | Votos                                                       | %                                                           |                                                             |
| ----------------------------------------------------------- | ----------------------------------------------------------- | ----------------------------------------------------------- | ----------------------------------------------------------- | ----------------------------------------------------------- | ----------------------------------------------------------- |
|                                                             | Republicano                                                 | Susan Collins (titular)                                     | 417,645                                                     | 50.98%                                                      |                                                             |
|                                                             | Demócrata                                                   | Sara Gideon                                                 | 347,223                                                     | 42.39%                                                      |                                                             |
|                                                             | Independiente                                               | Lisa Savage                                                 | 40,579                                                      | 4.95%                                                       |                                                             |
|                                                             | Independiente                                               | Max Linn                                                    | 13,508                                                      | 1.65%                                                       |                                                             |
| Total                                                       | Total                                                       | Total                                                       | 819,183                                                     | 100.0%                                                      |                                                             |
| Margen de victoria                                          | Margen de victoria                                          | Margen de victoria                                          | 70,422                                                      | 8.59%                                                       |                                                             |
|                                                             | Control Republicano                                         |                                                             |                                                             |                                                             |                                                             |